# Bâra (okręg Marusza)
Bâra (węg. Berekeresztúr) – wieś w Rumunii, w okręgu Marusza, w gminie Bereni. W 2011 roku liczyła 150 mieszkańców.